# 堀江川
堀江川（ほりえがわ）は、かつて大阪府大阪市を流れていた運河。

## 地理
西横堀川の清水橋下流側より分流し、西に向かって流れて木津川に注いでいた。長さは約1.3km。現在の西区南堀江のうち、北堀江通 - 南堀江通間にあたる。

## 歴史
河村瑞賢による堀江新地の開発の際に開削された。堀江川沿いには藍玉屋が多く立地しており、大正時代頃まで藍商人も多く見られたが、合成染料に押されて姿を消した。藍玉の大半は阿波産だったが、近隣の西成郡難波村も藍が特産だった。濃色に優れる阿波産の藍に対して難波産の藍は薄色に優れ、難波水藍とも呼ばれていた。
- 1698年（元禄11年） 開削。
- 1960年（昭和35年） 埋立。

## 架かっていた橋
上流から
- 堀江橋（ほりえばし）
- 浪速江橋（なにわえばし） - 四つ橋筋
- 隆平橋（りゅうへいばし）
- 賑江橋（しんえばし）
- 高台橋（たかきやばし）
- 阪栄橋（はんえいばし） - あみだ池筋
- 瓶橋（かめばし） - 新なにわ筋
- 黒金橋（くろがねばし）
- 水分橋（みずわけばし）